# Montville, Seine-Maritime
Montville är en kommun i departementet Seine-Maritime i regionen Normandie i norra Frankrike. Kommunen ligger i kantonen Clères som tillhör arrondissementet Rouen. År 2022 hade Montville 4 618 invånare.

## Befolkningsutveckling
Antalet invånare i kommunen Montville
| Referens: INSEE |